# Boundoré
Boundoré è un dipartimento del Burkina Faso classificato come comune, situato nella provincia di Yagha, facente parte della Regione del Sahel.
Il dipartimento si compone del capoluogo e di altri 19 villaggi: Barantiangou, Bira, Dantiéré, Datambi, Formou, Gabouga, Kankantiari, Kira, Louba, Ouro-Diako, Pansi, Soulountou, Takatami, Takoulo, Tampétou, Tangangari, Tantiabongou, Timbaouri e Yama.